# Link building
Link building ("linkopbouw") is het (laten) genereren van links vanaf externe webpagina’s (ook wel backlinks of inlinks genoemd) naar een specifieke website, met als doel een hogere waardering voor een zoekmachine zoals Google te behalen op voor die webpagina relevante trefwoorden.

## Achtergrond
Linkopbouw is een onderdeel van zoekmachineoptimalisatie. Het was al van belang voor zoekmachineoptimalisatie in het pre-Googletijdperk, toen slechts de frequentie van backlinks door zoekmachines werd geteld als populariteitsgraadmeter voor een bepaalde webpagina. Met de opkomst van het PageRank-algoritme van Google werd niet alleen de absolute hoeveelheid backlinks naar een bepaalde webpagina geteld, maar ook de individuele waarde van elke backlink met behulp van een recursief algoritme.
Onderscheid wordt er gemaakt tussen kwalitatieve en kwantitatieve linkopbouw. Kwantitatieve links dienen geen ander doel dan het verkrijgen van een hogere positionering in Google. Hieronder valt het gebruik van linkuitwisselingsprogramma's, onzichtbare links die alleen door zoekmachines worden geïndexeerd en weblogs uitsluitend gericht op het genereren van backlinks. Ook het opkopen van verlopen domeinen en het onnodig reageren op weblogs met daarbij een linkvermelding kan als spam worden aangemerkt. Door middel van de Google Panda-update wil Google kwaliteit van de content op de pagina beter herkennen. Met de Google Penguin-update is Google beter in staat geworden om de kwaliteit van links te herkennen. Hierdoor is de kwaliteit van de links die een website heeft belangrijker geworden voor het behalen van hogere posities in Google.
Er is een verschil tussen interne- en externe linkbuilding. Interne linkbuilding zijn interne verwijzingen van de ene pagina naar een andere pagina op de website. Externe linkbuilding zijn de andere websites die  linken naar jouw website.

## Methodieken
Er bestaan vele methoden om links naar een website te genereren, zoals:
1. het aanmelden van een website bij voor die website trefwoordrelevante webgidsen
2. het plaatsen van waardevolle content op een website, waardoor mensen links naar de webpagina vermelden
3. het aanbevelen van een nieuwswaardige webpagina op een website voor social bookmarking
4. het uitwisselen van links (linkruil)
5. het schrijven van een testimonial (productaanbeveling)
6. het doen van een interview op een externe website
7. het actief participeren op weblogs en gebruikersfora door in het blog- of forumartikel een link te plaatsen (hoewel hier vaak gebruik wordt gemaakt van de Nofollow-tag)
8. het verspreiden van artikelen en persberichten
9. het uploaden van bestanden naar websites voor het delen van documenten
10. het uploaden van promotiefilms op videowebsites
11. het schrijven van artikelen op websites van anderen (guest writing)
12. het laten schrijven van artikelen door bloggers (bijvoorbeeld een productbeoordeling)
13. het vervangen van broken backlinks van concurrenten via een backlink tool
14. het plaatsen van reacties onder artikelen (vaak met een no-follow-tag)

## Nofollow-links
Als antwoord op search engine spam (het bewust proberen te misleiden van het PageRank-algoritme door het semi-geautomatiseerd toevoegen van links in de commentaarsecties juncto blogposts en fora) werd rel="nofollow" geïntroduceerd. Met dit nofollow-attribuut als optionele toevoeging aan het HTML-element <a> kunnen webmasters zich beschermen tegen het "wegvloeien" van PageRank vanaf hun eigen webpagina's naar externe pagina's voortvloeiend uit de search engine spam, voornamelijk om te voorkomen door de zoekmachine bestraft te worden voor het linken naar zogenaamde 'bad neighbourhoods'.
Vanaf de introductie van het linkattribuut rel="nofollow" in 2005 werden reguliere links aangeduid als zijnde dofollow-hyperlinks.
In september 2019 kondigde Google aan verschillende types nofollow-links te gaan gebruiken. Vanaf maart 2020 gaat Google dit type links ook daadwerkelijk gebruiken om te beoordelen wat wel en niet geïndexeerd of gecrawled moet worden.
- rel=”sponsored”: Voor links die horen bij advertenties of gesponsorde content.
- rel=”ugc”: UGC staat voor User Generated Content oftewel content die door gebruikers van de website gecreëerd wordt zoals reacties op een blog of op een forum.
- rel=”nofollow”: Deze blijft eigenlijk zoals het was en hiermee geef je aan Google aan dat je niet wil dat er iets van waarde doordruppelt naar die website.

## Google-beleid
Links die zijn bedoeld om de PageRank of de positie van een site in de zoekresultaten van Google te manipuleren, kunnen worden beschouwd als onderdeel van een linkuitwisselingsprogramma en als in strijd met de Richtlijnen voor webmasters van Google. Dit geldt ook voor gedrag waarbij links naar een site of links van een site worden gemanipuleerd.
Google berichtte dat nofollow-hyperlinks worden genegeerd bij PageRank-calculaties.